# Бережной, Игорь Александрович
И́горь Алекса́ндрович Бережно́й (21 апреля 1934, Балашов — 4 февраля 1981, Москва) — советский конструктор авиационно-космической техники, главный конструктор КБ автоматических систем, профессор, доктор физико-математических наук.

## Биография
Родился 21 апреля 1934 года в городе Балашов Саратовского края (ныне Саратовской области).
Поступил в Куйбышевский авиационный институт в 1951 году. Работал на кафедре физики, затем на кафедре прочности летательных аппаратов. Далее — в Воронеже, в Опытном конструкторском бюро (ОКБ) при авиационном заводе.
Убит 4 февраля 1981 года — взорван в служебном автомобиле во время командировки в Москве. Считается жертвой первого заказного убийства в СССР. Расследованием убийства занималось КГБ и лично Ю. В. Андропов. Результаты расследования неизвестны. Прочие фигуранты дела, сотрудники ОКБ «совершали попытки самоубийства» (по версии следствия). В ходе расследования на складах ОКБ была обнаружена крупная партия джинсовой ткани, прибывшая из Грузии и сделаны выводы о причастности руководства ОКБ к незаконной коммерческой деятельности.

## Награды
- Орден Трудового Красного Знамени (10 марта 1981 г., посмертно).
- Орден «Знак Почёта» (26 апреля 1971 г.).

## Основные публикации
- О кручении призматических стержней из идеально пластического материала с учётом микронапряжений // Журнал прикладной механики и технической физики. — 1963. — № 5. — С. 154—157. (совм. с Д. Д. Ивлевым)
- О влиянии вязкости на механическое поведение упруго-пластических сред // Доклады АН СССР. — 1965. — Т. 163. — № 3. — С. 595—598. (совм с Д. Д. Ивлевым)
- О диссипативных функциях в теории вязкопластических сред // Проблемы механики сплошной среды (к 60-летию академика В. В. Новожилова). — 1970. — С. 67-70. (совм. с Д. Д. Ивлевым, Е. В. Макаровым)
- О деформационных моделях теории пластичности и сплошных сред // Прикладная математика и механика. — 1970. — Т. 40. — Вып. 3. — С. 553—557. (совм. с Д. Д. Ивлевым, Е. В. Макаровым)
- О приобретенной анизотропии пластических тел // Механика сплошной среды и родственные проблемы анализа. Сб. статей, посв. 80-летию академика Н. И. Мусхелишвили. М., 1972. С. 601—605. (совм. с Д. Д. Ивлевым, В. В. Дудукаленко)
- О построении модели сыпучих сред исходя из определения диссипативной функции // Основы пластичности: Сб. трудов симпозиума. Варшава, 1973. С. 601—605. (совм. с Д. Д. Ивлевым, В. Б. Чадовым)
- О построении модели сыпучих сред на основе диссипативных функций // Доклады АН СССР. — 1973. — Т. 123. — № 6. (совм. с Д. Д. Ивлевым, В. Б. Чадовым)
- О некоторых моделях, построенных на основе механизмов упругости, вязкости и пластичности с переменными определяющими параметрами // Известия АН СССР. Механика твердого тела. — 1974. — № 1. (совм. с Д. Д. Ивлевым, Н. В. Герасимовым)
- О функции нагружения для идеально пластических моделей // Избранные проблемы прикладной механики: Сб. статей, посв. 60-летию академика В. Н. Челомея. М., 1974. С. 113—117. (совм. с Д. Д. Ивлевым, В. И. Цейлером)
- О построении поверхностей сложных жесткопластических моделей // Механика деформируемых тел и конструкций: Сб. статей. М.: Машиностроение, 1975. С. 62-70. (совм. с Д. Д. Ивлевым, В. И. Цейлером)
- О течении жидкости с управляемой вязкостью // Доклады АН СССР. — 1975. — Т. 223. — № 3. — С. 582—584. (совм. с Д. Д. Ивлевым, Н. В. Герасимовым, В. И. Цейлером)
- О некоторых экспериментах со сходящимися кольцевыми волнами на поверхности тяжелой жидкости // Доклады АН СССР. — 1975. — Т. 223. — № 4. — С. 810—811. (совм. с Д. Д. Ивлевым, Р. К. Логвиновой)
- Об определяющих неравенствах в теории пластичности // Доклады АН СССР. — 1976. — Т. 227. — № 4. — С. 824—826. (совм. с Д. Д. Ивлевым)
- Диссипативная функция в теории пластичности // Механика деформируемого тела: Межвуз. сб. Куйбышев, 1977. Вып. 3. С. 5-22
- Лазер ведет на посадку // Гражданская авиация. — 1978. — № 9. — С. 26-27. (совм. с Д. Д. Ивлевым)
- Об интегральных неравенствах теории упругопластического тела // Прикладная математика и механика. — 1980. — Т. 44. — № 3. — С. 540—549. (совм. с Д. Д. Ивлевым)
- Определяющие неравенства в теории упругопластического тела: Тезисы докл. V Всесоюзный съезд по теоретической и прикладной механике. Алма-Ата, 1981. (совм. с Д. Д. Ивлевым)

## Фильмы
- «Бомба для главного конструктора» — документальный фильм, про-во «Апуспродакшн», 2017 г., реж. М. Огечин.